# Skattegab
Skattegabet er forskellen mellem de skatter, der skal betales, og de skatter, der faktisk bliver betalt. Det er altså et mål for, hvor stort et beløb de offentlige myndigheder i et land går glip af som følge af, at skattelovgivningen ikke overholdes. Eller udtrykt på en tredje måde er det forskellen mellem de potentielle indtægter fra skatter og afgifter (hvor regelefterlevelsen fra borgere og virksomheder er 100 %) og de faktiske indtægter. Skattegabet kan både skyldes bevidst skatteunddragelse, fejltagelser og manglende betalingsevne hos skatteyderen. 
Det er typisk et mål for skatteforvaltninger at arbejde for et lavt skattegab. Det anses dog ikke for realistisk at kunne fjerne et skattegab helt, og slet ikke, hvis skattesystemet er kompliceret. Størrelsen af skattegabet vil derfor afhænge af, hvor kompleks skattelovgivningen er, og desuden af omfanget af resurser og effektiviteten i skatteforvaltningen. Det anses normalt ikke for samfundsøkonomisk efficient at lukke skattegabet 100 %. Det hænger sammen med, at der formodes at være væsentlige samfundsøkonomiske omkostninger forbundet med de kontrol- og vejledningsinitiativer, der vil være nødvendige for at opnå et skattegab på 0.

## Oprindelse
Begrebet Skattegab (tax gap) blev oprindelig opfundet af de amerikanske skattemyndigheder Internal Revenue Service (IRS). Beregninger af skattegabet blev et systematisk element i den amerikanske skatteadministration med indførelsen af IRS' National Research Program i 2001.

## Opgørelser af skattegab
I sagens natur kan skattegab ikke opgøres præcist, men kun skønnes, da skattegabet blandt andet skyldes, at de skattepligtige forhold som indkomst og forbrug (skattebaserne) ikke altid opgives og kendes af skattemyndighederne. Der er imidlertid udviklet forskellige måder at danne skøn for skattegabet. Overordnet kan metoderne opdeles i "top down"- og "bottom up"-metoder. De førstnævnte anvender forskellige oplysninger på et aggregeret (f.eks. nationalt) niveau, dvs. makroøkonomiske data, til at vurdere omfanget og den potentielle skatteværdi af skattebasen på et bestemt område. Bottom up-metoderne bygger på systematiske efterkontroller af et udsnit af skatteyderne, hvorefter man anvender statistiske metoder til at oversætte resultatet til den samlede gruppe af skatteydere.

## Skattegabet i Danmark
I Danmark opererer SKAT med to forskellige opgørelser af skattegabet. SKATs egen skattegabsopgørelse omfatter et skøn over det beløb, der ikke opkræves på grund af manglende eller forkert angivelse af skatter og afgifter (provenutab). Opgørelsen bygger på opgørelser af 21 forskellige segmenter, dvs. risikoområder, der hver især formodes at medføre en mangelfuld skatteangivelse. Eksempelvis udgør sort økonomi for henholdsvis borgere og virksomheder to af segmenterne; et tredje er multinationale selskabers transfer pricing, og et fjerde er værdipapirer. Indenfor hvert segment udføres skønnene primært som bottom up-, men i nogle tilfælde som top down-beregninger.
Siden 2012 har SKAT supplerende opgjort et skattegabsmål på finansloven. I Danmark indeholder finansloven et mål om, at skattegabet højst skal udgøre 2 % af skattepotentialet. Hovedforskellen på SKATs egen skattegabsopgørelse og finanslovens definition af skattegabet et, at sidstnævnte desuden også omfatter det beløb, der ikke bliver betalt på grund af skatterestancer. I finanslovens opgørelse skelnes altså ikke mellem mangelfuld regelefterlevelse og mangelfuld betalingsevne som årsag til de manglende skatteindtægter. I 2017 skønnedes skattegabet opgjort ifølge finansloven at udgøre 2½ % af skattepotentialet, hvoraf ½ pct.point udgjordes af skatterestancer.

## Skattegabet i andre lande
Der foretages også opgørelser af skattegab i andre lande, men det kan være meget vanskeligt at sammenligne størrelserne meningsfuldt på tværs af lande, fordi definitioner og opgørelsesmetoder kan være meget forskellige. Nogle lande, som f.eks. Holland, ønsker heller ikke at offentliggøre de skattegabs-beregninger, landets myndigheder foretager. Sverige, Storbritannien og USA offentliggør nogenlunde sammenhængende beregninger. I disse tre lande skønnes skattegabet at ligge på mellem 6 og 16 % af det samlede skattepotentiale.

## Momsgabet
Der findes forskellige internationale opgørelser af skattegabet på udvalgte områder, således det såkaldte momsgab. Den internationale valutafond opgjorde i 2012 Danmarks og Finlands momsgab til at udgøre ca. 5 pct. af det potentielle momsprovenu.